# Osvald Helmuth
Osvald Helmuth Herbert Pedersen (14. juli 1894 i København – 18. marts 1966 i Skovshoved) var en dansk skuespiller og visesanger. Osvald Helmuths karriere indledtes i Randers i 1913. Herefter kom han til Nørrebros Teater i København og fik i 1929 sit store gennembrud med revyvisen Ølhunden af Poul Henningsen. Han var med til at danne Cirkusrevyen i 1935 sammen med restauratør Carl Pehrsson (kaldet thepotten), skuespiller Oscar Holst og musiker Herman Gellin. I 1940'erne havde han mange store triumfer i Dagmarrevyerne og var i 1950'erne en af hovedkræfterne bag ABC revyerne.
Han var den danske revyskuespiller par excellence og stod bag utallige landeplager. Af de mest kendte er Dit hjerte er i fare Andresen, Herlig en sommernat, 100 mand og en bajer og Bar' engang imellem. Som visefortolker var Osvald Helmuth mangesidig, men huskes især for sine portrætter af den lille mand i viser som Sagt op, om en fyring, Havnen, om funktionæren med udlængsel og Henne om hjørnet, om alkoholikeren på værtshuset. I den anden ende af viserepertoiret sang han Gluntarne af Gunnar Wennerberg med Poul Reumert. Af mere seriøse roller er Jeppe i Jeppe på Bjerget (som gæst på Det kongelige Teater, 1954) og Doolittle i My Fair Lady i 1960.
Han blev Ridder af Dannebrog i 1953 og i forbindelse med sit 50-års skuespillerjubilæum i 1963 ophøjet til Ridder af 1. Grad. Den 2. juni 1999 valgte Post Danmark, at udgive Helmuth på frimærke, som et af fire mærker med dansk revy som motivtema. Helmuth var far til skuespilleren Frits Helmuth. Han var også bedstefar til Mikael Helmuth og Pusle Helmuth samt oldefar til Kristoffer Helmuth.
Osvald Helmuth døde af kræft på Sundby Hospital d. 18. marts 1966. Han ligger begravet på Ordrup Kirkegård.

## Udvalgt filmografi
- Operabranden (filmdebut) - 1912
- Cirkusrevyen 1936 – 1936
- Der var engang en vicevært – 1937
- En fuldendt gentleman – 1937
- Cocktail – 1937
- Den mandlige husassistent – 1938
- Blaavand melder storm – 1938
- Familien Olsen – 1940
- En mand af betydning – 1941
- Ebberød Bank – 1943
- Op med humøret – 1943
- Stjerneskud – 1947
- Berlingske Tidende – 1949
- Som sendt fra himlen – 1951
- Vores fjerde far – 1951
- Den kloge mand (1956) – 1956
- Pigen i søgelyset – 1959
- Den hvide hingst – 1961
- Harry og kammertjeneren – 1961
- Jensen længe leve – 1965
- Sult – 1966